# Speak & Spell
 Speak & Spell  — дебютний альбом британського гурту Depeche Mode, записаний і випущений у 1981.

## Про альбом
Назвою диск зобов'язаний популярній у той час електронній іграшці, що складалася з мовного синтезатора і клавіатури, яка іноді використовувалася деякими гуртами як музичний інструмент.
Основним композитором пісень на альбомі є Вінс Кларк, який незабаром після випуску альбому пішов з гурту і створив такі проекти як Yazoo і Erasure. Після його відходу основним композитором став Мартін Гор.
У 2006 році альбом був перевиданий на компакт-диск. У 2007 році відбувся реліз розширеної версії альбому на вініловій платівці.

## Трек-лист
| #   | Назва                         | Тривалість |
| --- | ----------------------------- | ---------- |
| 1.  | «New Life»                    | 3:43       |
| 2.  | «I Sometimes Wish I Was Dead» | 2:14       |
| 3.  | «Puppets»                     | 3:55       |
| 4.  | «Boys Say Go!»                | 3:03       |
| 5.  | «Nodisco»                     | 4:11       |
| 6.  | «What's Your Name?»           | 2:41       |
| 7.  | «Photographic»                | 4:44       |
| 8.  | «Tora! Tora! Tora!»           | 4:34       |
| 9.  | «Big Muff»                    | 4:20       |
| 10. | «Any Second Now (Voices)»     | 2:35       |
| 11. | «Just Can't Get Enough»       | 3:40       |

## Учасники запису
- Дейв Гаан — вокал
- Мартін Гор — клавішні, бек-вокал, вокал («Any Second Now (Voices)»), музика/слова
- Ендрю Флетчер — клавішні, бек-вокал
- Вінс Кларк — програмування, клавішні, бек-вокал, гітара, музика/слова[1]